# Ceratina coptica
Ceratina coptica är en biart som beskrevs av Baker 2002. Ceratina coptica ingår i släktet märgbin, och familjen långtungebin. Inga underarter finns listade i Catalogue of Life.